# مارمولک (آلبوم)
هاسکل قبلاً همکلاسی رابرت فریپ در مدرسه دستور زبان ملکه الیزابت در ویمبورن نزدیک بورنموث بود ، این دو پس از آن با هم در گروه محلی The League of Gentlemen بازی می کردند. بعداً هاسکل به آواز خود در آهنگ کینگ کریمسون "Cadence and Cascade" در In Wake of Poseidon کمک کرد ،
بعد از اینکه Greg Lake گروه را ترک کرد و به Emerson ، Lake & Palmer پیوست. در تلاش برای تأمین صداپیشه / بیسیست گروه ، فریپ از هاسكل خواست كه به عضو رسمی King Crimson برای ضبط Lizard تبدیل شود. یکی دیگر از موزیسین های پشتیبانی در Wake of Poseidon ، مل کالینز ساکسوفونیست / نوازنده flutist نیز از وی خواسته شد.
عضو وقت این ترکیب ، همانند درامر ، اندی مک کالوچ ، که جای مایکل گیلز را گرفت. سپس گروه با نوازندگان و پیانویست مشهور جاز ، کیت تیپت ، به همراه Jon Anderson خواننده YES ، و نوازندگان برنج / بادی چوب ، رابین میلر ، مارک چاریگ و نیک ایوانز تقویت شدند.
هاسکل و مک کالوچ تجربه ناراحت کننده ای از ضبط مارمولک داشتند و ارتباط آنها با این ماده ، به ویژه هاسکل به عنوان یکی از علاقه مندان موسیقی سول و موتاون را دشوار می دانستند. در حین تمرین برای یک تور احتمالی پس از اتمام آلبوم ، هاسکل کینگ کریمسون را ترک کرد.
وی برای 19 سال آینده به دنبال جبران حقوقی بود زیرا معتقد بود که به دلیل حق آلبوم فریب خورده است. اندکی پس از ترک هاسکل از گروه ، مک کالوچ نیز همین کار را کرد. بیانیه مطبوعاتی تهیه شده توسط سینفیلد برای تبلیغ مارمولک با شعاری از شعر "دزیدراتا" ماکس ارمان نقل کرد ،
که شامل توصیه هایی در مورد نحوه ترسیم یک مسیر واقعی از طریق گیجی است.
از طرف دیگر ، کالینز برای ضبط آلبوم بعدی این گروه ، جزیره ها ، به همراه Fripp و Sinfield در King Crimson باقی ماند. جایگزین Haskell با Boz Burrell با گیتار باس و آواز شد ، در حالی که McCulloch با هم خانه ای خود که بعضاً یان والاس بود جایگزین شد.